# Cyclone Erica
Le cyclone Erica fut un cyclone tropical qui frappa durement la Nouvelle-Calédonie les 13 et 14 mars 2003. Le passage d’Erica a été accompagné de pluies violentes, mais la rapidité avec laquelle il a balayé la Grande Terre a limité la durée de ces pluies torrentielles.
Les données enregistrées font apparaître des forces de vent exceptionnelles et les records, établis lors de passages de différents cyclones, ont presque tous été dépassés. Erica est donc un cyclone exceptionnellement violent et ravageur pour la Nouvelle-Calédonie, tant par les vents enregistrés que par les zones affectées. Les dégâts ont été considérables sur l'ensemble des infrastructures, essentiellement sur la Grande Terre et l'Ile des Pins (réseaux électriques et de télécommunications, routes et bâtiments, agriculture, bateaux, etc.). Plus de 5 milliards CFP de dégâts ont été déclarés.

## Formation et trajectoire
Il s'agit d'une dépression qui se forme le 4 mars 2003 à environ 300 km de la côte australienne du Queensland, au-dessus de la Grande barrière de corail et au niveau du 20e parallèle sud. Elle devient rapidement (le 5 mars) une dépression tropicale modérée baptisée Erica par le centre météorologique de Brisbane. Elle s'affaiblit toutefois presque immédiatement et redevient une dépression tropicale faible.
Après avoir fait une courte courbe vers le sud, elle s'oriente ensuite vers le nord puis le nord-est, passe au large des Louisiades avant de partir vers l'est jusqu'à environ 150 km de l'île Rennell aux îles Salomon et là prend une trajectoire définitive vers le sud-est et la Nouvelle-Calédonie. Au même moment, le 11 mars, elle redevient dépression tropicale modérée puis, rapidement, cyclone tropical avec une pression au centre estimée alors à 965 hPa et des vents maximums au centre d'environ 130 km/h. Sa vitesse de déplacement est de 15 km/h.
Le cyclone ne cesse alors de se renforcer et atteint son maximum d'intensité le 13 mars à 17 h (heure locale) avec une pression au centre de 915 hPa et des vents moyens maximum sur une minute estimés à 260 km/h (140 nœuds) et des rafales pouvant atteindre 320 km/h : Erica est alors à seulement 160 km à l'ouest de Koumac. C'est alors que l’œil du cyclone commence à se déplacer plus rapidement, passant à 30 km/h, il atteint la Grande Terre à hauteur de Koné le 14 mars à 5 h, puis il accélère pour atteindre 40 à 50 km/h. Cette accélération a beaucoup surpris les météorologues et les autorités qui ont dû coup sur coup augmenter les alertes cycloniques. Enfin, si la Chaîne centrale désorganise quelque peu la masse nuageuse, le cyclone reste particulièrement fort.
Erica poursuit sa course en longeant toute la côte Ouest: l'œil du cyclone passe sur Bourail vers 8 h, sur La Tontouta à Païta vers 11 h pour atteindre Nouméa à 12 h. Ensuite, la masse se réorganise un peu entre la Grande Terre et l'île des Pins qu'elle atteint à 14 h. Elle quitte ensuite le secteur du Territoire et continue sa trajectoire vers le sud-est avant d'être comblée définitivement le 15 mars.

## Passage sur le Territoire

### Les alertes
En 2003, il existait en Nouvelle-Calédonie trois niveaux d'alertes cyclonique déclenchés par le Haut-commissariat sur avis de Météo-France :
- la pré-alerte cyclonique: déclenchée dès que la perturbation entre dans une zone d'avertissement qui a la forme d'un quadrilatère délimité par les 13e et 15e parallèles sud et les 158e et 172e méridiens est. Dès qu'une dépression entre dans cette zone, la pré-alerte est déclenchée. Celle-ci n'est qu'un avertissement, appelant la population à se préparer au passage éventuel du cyclone, avec notamment des spots passant sur la télévision montrant les actions à réaliser pour se préparer. La pré-alerte pour Erica a été déclenchée le mercredi 12 mars à 12 h pour l'ensemble du Territoire.
- alerte 1 : le phénomène est susceptible d'intéresser le Territoire dans les prochaines 24 à 36 heures. Il est encore permis de circuler et l'activité économique n'est pas interrompue. En revanche, les établissements scolaires sont fermés. Un centre opérationnel de Défense (COD) est activé au Haut-commissariat, mobilisant tous les services opérationnels pour gérer la crise. L'alerte 1 a été déclenchée progressivement pour Erica : le jeudi 13 mars à 5 h pour les îles Belep, à 17 h sur la Province Nord et le vendredi 14 mars à 5 h sur la Province Sud et les Îles Loyauté.
- alerte 2 : le phénomène est susceptible d'intéresser le Territoire dans les prochaines 6 heures. Toutes les activités économiques sont suspendues, il est interdit de sortir de chez soi. Cette alerte a été déclenchée pour Erica le jeudi 13 mars à 23 h sur la Province Nord, le 14 mars à 7 h sur le nord de la Province Sud et à 8 h 30 sur le reste de cette province, si bien que de nombreuses personnes à Nouméa notamment qui étaient parties travailler le matin ont dû rentrer rapidement chez eux sous de violentes rafales de vent.

### Les manifestations météorologiques
La plupart des records de vitesse de vent locaux ont été battues par Erica. Des rafales atteignant 234 km/h ont ainsi été mesurées à Koniambo. On a ainsi à Nouméa des vents moyens à 144 km/h (le record était de 104 km/h) pour des rafales à 202 km/h (record précédent de 159 km/h). Partout, le scénario reste à peu près le même sur la côte ouest et l'île des Pins : tout d'abord des vents de secteur nord-est avec des rafales supérieures à 150 km/h, puis le passage de l'œil qui se caractérise par une absence quasi totale de vent et par un air particulièrement sec avant que le vent ne reprenne de manière souvent plus violente dans l'autre sens (donc secteurs ouest et sud) avec des vents dont la vitesse moyenne tourne autour de 150 km/h et des rafales pouvant monter jusqu'à 200 km/h. Sur la côte est, du fait de la présence de la Chaîne centrale, seuls les vents de secteur nord-est se font réellement sentir. Les Îles Loyauté seront les moins touchées. Pour ce qui est des précipitations, elles restent assez faibles pour un cyclone qui se fera remarquer surtout par la puissance de ses vents : on enregistre ainsi 207 mm à Kaala-Gomen le 13 mars et à peine 100 mm à Nouméa le 14 mars.

## Conséquences

### Bilan humain
Le cyclone a causé la mort de deux personnes, à quoi il faut ajouter par la suite la mort d'un électricien lors du rétablissement du réseau électrique endommagé par le cyclone. Il y a eu sinon 10 blessés graves, 118 blessés légers et 2 500 personnes pouvant être considérées comme sinistrées. À Nouméa, 730 personnes ont été accueillies dans trois centres d'hébergement : Nouville, Anse Vata et Rivière Salée.

### Bilan matériel
- Logement et agriculture : près de 3 000 habitations principales ont été détruites ou fortement endommagées, la quasi-totalité des cultures d'autoconsommation ont été ravagées. La production de maïs, prête à être récoltée, est détruite. De nombreux bateaux à Nouméa se sont détachés de leur mouillage et jetés sur les berges pour faire l'objet de pillages après le passage du cyclone.
- Électricité : de même le réseau électrique a été gravement touché : 30 pylônes environ étaient à terre entre Bourail et Koné, 95 % des foyers de la Province Nord et  étaient encore privés d'électricité le 16 mars et 17 % de la Province Sud. Toutefois, en une semaine, 11 500 abonnés sur 17 000 ont été ré-alimentés en énergie grâce surtout à la présence de nombreux groupes électrogènes.
- Téléphone : pour ce qui est du réseau téléphonique, 56 pylônes sur les 92 du Territoire ont été touchés dont 3 entièrement détruits.
- Eau potable : les installations en elles-mêmes n'ont pas été touchées, mais du fait des perturbations dans le réseau électrique, de nombreuses stations de pompage, surpresseurs ou unités de chlorage n'ont pu être alimentées en énergie. Ainsi, la quasi-totalité des communes, à l'exception de Nouméa, a été privée d'alimentation en eau potable. Toutefois, ce problème a pu rapidement être réglé.
- Bâtiments publics : de nombreux biens immobiliers de l'État ou des collectivités ont été endommagées, dont beaucoup d'établissements scolaires ainsi que la faculté des sciences à Nouville : baies vitrées du hall explosées, tôles en PVC qui décoraient des armatures sur le toit envolées, plusieurs arbres (dont le banian qui donnait son nom à ce site) couchés voire déracinés.

Bilan financier: 5,692 milliards de Francs Pacifique (47,7 millions d'euros environ) qui se répartissent comme suit:
- Agriculture: 3,057 milliards de Francs Pacifique (25,68 millions d'euros):

Horticulture: 864 millions de Francs Pacifique (7,26 millions d'euros)
Polyculture, élevage: 501 millions de Francs Pacifique (4,21 millions d'euros)
cultures pérennes: 457 millions de Francs Pacifique (3,84 millions d'euros)
Élevage bovin: 450 millions de Francs Pacifique (3,78 millions d'euros)
Élevage de cervidés et petits ruminants: 238 millions de Francs Pacifique (2 millions d'euros)
Cultures en plein champ: 224 millions de Francs Pacifique (1,88 million d'euros)
Élevage hors sol: 186 millions de Francs Pacifique (1,56 million d'euros)
Aquaculture: 137 millions de Francs Pacifique (1,15 million d'euros)
- Électricité et Eau: 1,935 milliard de Francs Pacifique (16,16 millions d'euros):

Enercal (fournisseur d'énergie électrique): 1,2 milliard de Francs Pacifique (10 millions d'euros)
Eau et Électricité de Calédonie (EEC): 735 millions de Francs Pacifique (6,16 millions d'euros) dont 400 millions pour les éoliennes.
- Office des Postes et Télécommunications (OPT): 700 millions de Francs Pacifique (5,87 millions d'euros).

### Liens
- (fr) fiche sur Erica sur un site consacré aux cyclones
- (fr) rapport de la World Meteorological Organization sur les cyclones du Pacifique sud, avec toute une partie sur le cyclone Erica
- (fr) page sur le cyclone Erica sur le site des sapeurs pompiers